# 2018 UEFAスーパーカップ
2018 UEFAスーパーカップ（英語: 2018 UEFA Super Cup）は、欧州サッカー連盟 (UEFA) が開催する43回目、2000年に前年度シーズンのUEFAチャンピオンズリーグ優勝チームとUEFAヨーロッパリーグ（UEFAカップ）優勝チームが対戦する方式に変更されてから19回目のUEFAスーパーカップである。UEFAチャンピオンズリーグ 2017-18優勝のレアル・マドリードとUEFAヨーロッパリーグ 2017-18優勝のアトレティコ・マドリードが対戦するマドリードダービーとなった。
試合は2018年8月15日にエストニアのタリンにあるア・ル・コック・アレーナで行われた。アトレティコ・マドリードが延長戦の末に4-2でレアル・マドリードに勝利し、6年ぶり通算3回目の優勝を果たした。

## 出場チーム
| チーム                   | 出場資格                             | 出場記録 (太字は優勝)                  |
| ------------------------ | ------------------------------------ | -------------------------------------- |
| レアル・マドリード       | UEFAチャンピオンズリーグ 2017-18優勝 | 6 (1998, 2000, 2002, 2014, 2016, 2017) |
| アトレティコ・マドリード | UEFAヨーロッパリーグ 2017-18優勝     | 2 (2010, 2012)                         |

UEFAスーパーカップでスペインのチーム同士が対戦するのは最近5大会で4回目であり、同じ都市のチーム同士が対戦するのは43回目にして初となる。
UEFAチャンピオンズリーグで3連覇を達成した最初のクラブとなったレアル・マドリードはこれまでにUEFAスーパーカップに6回出場し、4回優勝している。UEFAスーパーカップで2連覇中であり、今大会で優勝すれば3連覇を達成した最初のクラブとなる。
アトレティコ・マドリードはUEFAヨーロッパリーグ優勝チームとして出場した2010年と2012年に優勝しており、勝率は100%である。レアル・マドリードとはUEFA主催大会で9回対戦し、2勝2分5敗の成績を残しているが、レアル・マドリードを退けて優勝したり勝ち上がったことは一度もない。

## 会場
2016年9月にアテネで開催されたUEFA執行委員会にて、2018年8月15日にエストニアのタリンにあるリレクラ・スターディオンで開催されることが決定された。エストニアでは2012年にUEFA U-19欧州選手権2012が開催されたが、年齢制限のない大会の決勝は初開催となる。2018年はエストニア共和国の独立100周年にあたる年でもある。
リレクラ・スターディオンはスポンサーの関係でア・ル・コック・アレーナとして知られている。ア・ル・コック・アレーナは2001年6月に開場し、フローラ・タリンとサッカーエストニア代表のホームスタジアムとして使用されている。UEFA U-19欧州選手権2012では決勝を含む6試合が行われた。

## チケット
チケットは2018年6月5日から26日までUEFA.comでファンと一般向けに130ユーロ（カテゴリ1）、90ユーロ（カテゴリ2）、50ユーロ（カテゴリ3、アクセシビリティチケット）の3つの価格帯で販売される。紙チケットはなく、すべて専用モバイルアプリを使用した電子チケットとなる。
ア・ル・コック・アレーナの収容能力約13,000人の約70%がファンと一般向け、残りは地元の組織委員会、欧州サッカー連盟、各国協会、商業パートナー、放送事業者に割り当てられる。
2018 UEFAスーパーカップではスタジアム入口のモバイルBluetoothデバイスと組み合わせたブロックチェーン技術を活用した新しいチケット販売システムが完全に導入され、すべてのチケットがブロックチェーンに基づく専用アプリを使用して販売された。新システムはUEFAヨーロッパリーグ 2017-18 決勝で初導入され、一般向けチケットの50%が対象となっていた。

## レギュレーションの変更
2018年3月に2018-19シーズンからUEFAスーパーカップを含むUEFA主催クラブ大会のレギュレーションが変更されることが発表され、2018 UEFAスーパーカップのレギュレーションは以下のように変更される。
- 通常3人までの選手交代枠に加えて、延長戦では4人目の選手交代が可能となる。
- ベンチ入りメンバー数が18人から23人、ベンチ入りできる控え選手数が7人から12人に拡大される。
- 試合開始時間が21:00 (CET) に変更される。

## 審判
2018年8月2日にポーランド人のシモン・マルチニアクが主審を務める審判団が発表された。マルチニアク氏は2018 FIFAワールドカップ、UEFA EURO 2016、UEFA U-21欧州選手権2015で主審を務め、UEFAヨーロッパリーグ 2017-18 決勝、2016 UEFAスーパーカップで第4審判を務めた経歴がある。審判団は他に5人のポーランド人とルーマニア人で構成され、副審はパヴェウ・ソコルニツキとトマシュ・リストゥキエヴィチュ、追加副審はパヴェウ・ラチュコフスキとトマシュ・ムシアウ、予備副審はラドスワフ・シエイカ、第4審判はルーマニア人のオヴィディウ・ハツェガンが務める。

## 試合

### 試合前
アトレティコ・マドリードのディエゴ・シメオネ監督はUEFAヨーロッパリーグ 2017-18準決勝のアーセナル戦の第1戦で審判を侮辱したとして4試合のベンチ入り禁止処分を科されているため、本試合はスタンドから観戦、代わりにアシスタントコーチのヘルマン・ブルゴスが指揮を執った。
アトレティコは4-4-2のフォーメーション。新加入選手ではロドリ、トマ・レマルが先発出場を果たした。一方のレアル・マドリードはルカ・モドリッチがベンチスタートでイスコが先発起用された。

### 試合

#### 前半
アトレティコのボールで試合開始。すると開始早々、ディエゴ・ゴディンのロングフィードをジエゴ・コスタが頭に当てて抜け出すと、角度のないところから右足のシュートを放ち、これが決まってわずか49秒でアトレティコが先制に成功した。
その後は追いかけるレアルがボールを保持して攻める。17分にはマルセロのクロスにマルコ・アセンシオがバックヒールで合わせたが、シュートはGKオブラクが左手1本でセーブした。24分にはマルセロがカットインしてシュートを打つも、枠を捉えられなかった。しかし27分、ガレス・ベイルがスピードに乗って右サイドを駆け上がりクロスを上げると、カリム・ベンゼマが頭で合わせて同点に追いついた。29分にはアセンシオがカットインして右足でシュートを放つも枠の僅かに右に外れ、前半はこのまま1-1で終了した。

#### 後半
62分にレアルの右CKの場面でベンゼマとフアンフランが競り合った際、ボールがフアンフランの手に当たりレアルにPKが与えられる。これをセルヒオ・ラモスが決めてレアルが逆転した。一方のアトレティコも79分、高い位置でフアンフランがボールを奪いそのままエリア内へ侵入、途中出場のアンヘル・コレアへ繋ぎ、折り返しをコスタが押し込んで同点に追いついた。試合は延長戦に持ち込まれた。

#### 延長戦
94分、レアルはCKのこぼれ球をダニ・カルバハルがボレーシュートを放つが、GKオブラクの正面を突いてしまった。すると98分、アトレティコはコスタと途中出場のトーマス・パーテイが高い位置でボールを奪い、そのままエリア左に抜け出したパーテイの折り返しをサウールがダイレクトボレーで叩き込み、勝ち越した。さらに104分にはコスタからビトーロを経て、最後はコケが合わせて追加点を挙げた。そのまま試合終了し、アトレティコ・マドリードが4-2でレアル・マドリードを破り、7年ぶり3度目の優勝を果たした。

### 詳細
| 2018年8月15日 21:00 CET |

| レアル・マドリード                                   | 2 - 4 (延長) | アトレティコ・マドリード                                      |
| カリム・ベンゼマ 27分 · セルヒオ・ラモス 63分 (pen.) | レポート     | ジエゴ・コスタ 1分, 79分 · サウール・ニゲス 98分 · コケ 104分 |

| ア・ル・コック・アレーナ, タリン 観客数: 12,424人 主審: シモン・マルチニアク |

| レアル・マドリード | アトレティコ・マドリード |

| GK               | 1  | ナバス                     |        |       |
| RB               | 2  | カルバハル                 |        |       |
| CB               | 4  | ラモス                     | 112分  |       |
| CB               | 5  | ヴァラン                   |        |       |
| LB               | 12 | マルセロ                   | 54分   |       |
| DM               | 14 | カゼミーロ                 |        | 76分  |
| CM               | 8  | クロース                   |        | 102分 |
| CM               | 22 | イスコ                     |        | 83分  |
| RF               | 11 | ベイル                     |        |       |
| CF               | 9  | ベンゼマ                   |        |       |
| LF               | 20 | アセンシオ                 | 35分   | 57分  |
| サブメンバー     |    |                            |        |       |
| GK               | 13 | カシージャ                 |        |       |
| GK               | 26 | ルニン                     |        |       |
| DF               | 6  | ナチョ                     |        |       |
| DF               | 29 | レギロン                   |        |       |
| DF               | 31 | ハビ・サンチェス           |        |       |
| MF               | 10 | モドリッチ                 | 101分  | 57分  |
| MF               | 18 | ジョレンテ                 |        |       |
| MF               | 24 | セバージョス               | 90+1分 | 76分  |
| MF               | 27 | バルベルデ                 |        |       |
| FW               | 17 | ルーカス・バスケス         |        | 83分  |
| FW               | 21 | マジョラル                 |        | 102分 |
| FW               | 28 | ヴィニシウス・ジュニオール |        |       |
| 監督             |    |                            |        |       |
| フレン・ロペテギ |    |                            |        |       |

| GK                 | 13 | オブラク                 |         |        |
| RB                 | 20 | フアンフラン             |         |        |
| CB                 | 15 | サヴィッチ               |         |        |
| CB                 | 2  | ゴディン                 |         |        |
| LB                 | 21 | リュカ                   |         |        |
| RM                 | 11 | レマル                   |         | 90+1分 |
| CM                 | 14 | ロドリ                   |         | 71分   |
| CM                 | 8  | サウール・ニゲス         |         |        |
| LM                 | 6  | コケ                     |         |        |
| CF                 | 19 | ジエゴ・コスタ           | 62分    | 109分  |
| CF                 | 7  | グリーズマン             |         | 57分   |
| サブメンバー       |    |                          |         |        |
| GK                 | 1  | アダン                   |         |        |
| GK                 | 37 | ドス・サントス           |         |        |
| DF                 | 3  | フィリペ・ルイス         |         |        |
| DF                 | 4  | アリアス                 |         |        |
| DF                 | 24 | ヒメネス                 |         | 109分  |
| MF                 | 5  | パーテイ                 |         | 90+1分 |
| MF                 | 18 | ジェルソン・マルティンス |         |        |
| MF                 | 23 | ビトーロ                 | 105+3分 | 71分   |
| MF                 | 30 | オラベ                   |         |        |
| FW                 | 9  | ニコラ・カリニッチ       |         |        |
| FW                 | 10 | コレア                   | 60分    | 57分   |
| アシスタントコーチ |    |                          |         |        |
| ヘルマン・ブルゴス |    |                          |         |        |

| マン・オブ・ザ・マッチ ジエゴ・コスタ（アトレティコ・マドリード） 副審 パヴェウ・ソコルニツキ トマシュ・リストゥキエヴィチュ 第4審判 オヴィディウ・ハツェガン 追加副審 パヴェウ・ラチュコフスキ トマシュ・ムシアウ 予備審判 ラドスワフ・シエイカ | 試合ルール - 試合時間は90分。 - 90分終了後同点の場合30分の延長戦が行われる。 - 120分終了後同点の場合PK戦が行われる。 - 控えの登録人数は12人。 - 最大交代人数は3人、延長戦では4人目の交代可能。 |

### 統計
|                | レアル・マドリード | アトレティコ・マドリード |
| -------------- | ------------------ | ------------------------ |
| 得点           | 1                  | 1                        |
| シュート       | 6                  | 3                        |
| 枠内シュート   | 2                  | 2                        |
| セーブ         | 1                  | 1                        |
| コーナーキック | 2                  | 3                        |
| オフサイド     | 0                  | 0                        |
| ボール支配率   | 59%                | 41%                      |
| イエローカード | 1                  | 0                        |
| レッドカード   | 0                  | 0                        |
| ファール       | 7                  | 6                        |
| パス成功率     | 90%                | 75%                      |

|                | レアル・マドリード | アトレティコ・マドリード |
| -------------- | ------------------ | ------------------------ |
| 得点           | 1                  | 1                        |
| シュート       | 5                  | 2                        |
| 枠内シュート   | 2                  | 1                        |
| セーブ         | 0                  | 1                        |
| コーナーキック | 3                  | 0                        |
| オフサイド     | 1                  | 2                        |
| ボール支配率   | 46%                | 54%                      |
| イエローカード | 2                  | 2                        |
| レッドカード   | 0                  | 0                        |
| ファール       | 10                 | 8                        |
| パス成功率     | 90%                | 87%                      |

|                | レアル・マドリード | アトレティコ・マドリード |
| -------------- | ------------------ | ------------------------ |
| 得点           | 0                  | 2                        |
| シュート       | 3                  | 3                        |
| 枠内シュート   | 2                  | 2                        |
| セーブ         | 0                  | 1                        |
| コーナーキック | 7                  | 1                        |
| オフサイド     | 0                  | 0                        |
| ボール支配率   | 59%                | 41%                      |
| イエローカード | 2                  | 1                        |
| レッドカード   | 0                  | 0                        |
| ファール       | 8                  | 3                        |
| パス成功率     | 84%                | 81%                      |

|                | レアル・マドリード | アトレティコ・マドリード |
| -------------- | ------------------ | ------------------------ |
| 得点           | 2                  | 4                        |
| シュート       | 14                 | 8                        |
| 枠内シュート   | 6                  | 5                        |
| セーブ         | 1                  | 3                        |
| コーナーキック | 12                 | 4                        |
| オフサイド     | 1                  | 2                        |
| ボール支配率   | 54%                | 46%                      |
| イエローカード | 5                  | 3                        |
| レッドカード   | 0                  | 0                        |
| ファール       | 25                 | 17                       |
| パス成功率     | 88%                | 82%                      |

## 試合後
勝利したアトレティコ・マドリードはUEFAスーパーカップで勝率100%を維持し、初出場から出場した3大会すべてで優勝した最初のクラブとなった。また、通算優勝回数でリヴァプールと並んで4位タイとなった。UEFAヨーロッパリーグ（UEFAカップ）優勝チームは2000年以降の19大会で8回優勝しているが、2008 UEFAスーパーカップでゼニト・サンクトペテルブルクが優勝して以降はアトレティコ・マドリードが3回優勝したのみである。
一方、レアル・マドリードが国際大会の決勝で敗れるのは2000年11月28日に行われたインターコンチネンタルカップのボカ・ジュニアーズ戦（1-2で敗戦）以来となった。